# Атомная промышленность
А́томная промы́шленность — совокупность предприятий и организаций, связанных организационно и технологически, которые производят продукцию, работы и услуги, применение которых основано на использовании ядерных технологий и достижений ядерной физики.

## Структура атомной промышленности
В структуре атомной промышленности можно выделить несколько крупных научно-производственных комплексов:
1. Ядерный энергетический комплекс:
  - Предприятия по добыче и обогащению урана
  - Предприятия по производству ядерного топлива,
  - Предприятия атомной энергетики (проектирование, инжиниринг, строительство и эксплуатация атомных электростанций),
  - Ядерное и энергетическое машиностроение
2. Ядерный-оружейный комплекс
3. Ядерная и радиационная безопасность
4. Атомный ледокольный флот
5. Ядерная медицина
6. Научно-исследовательские институты (прикладная и фундаментальная наука).

Возникновение атомной промышленности связано с созданием в 1940-е годы ядерного оружия:
исторически сложилось таким образом, что вначале человечество стало в промышленных масштабах создавать атомное оружие.
В результате гонки вооружений и новых знаний и технологий, которые были получены на путях создания новых видов ядерного оружия, возникло понимание того, что дальнейшая гонка ядерных вооружений бессмысленна и что ядерная энергия может и должна быть использована в мирных целях.
В последние годы развитие атомной промышленности идёт по пути более широкого применения ядерной энергии в мирных целях.

## Атомная промышленность России
Атомная промышленность России насчитывает более чем 250 предприятий и организаций, в которых занято свыше 190 тыс. человек.
Ежегодно 28 сентября отмечается День работника атомной промышленности.
см. также: Атомный проект (СССР)